# Sadówiec
Sadówiec – wieś sołecka w Polsce położona w województwie mazowieckim, w powiecie płońskim, w gminie Załuski.
| SIMC    | Nazwa    | Rodzaj    |
| ------- | -------- | --------- |
| 0129981 | Dłutówek | część wsi |

W latach 1975–1998 miejscowość administracyjnie należała do województwa ciechanowskiego.